# Ёсимура, Хирофуми
Хирофуми Ёсимура (яп. 吉村 洋文 Ёсимура Хирофуми, род. 17 июня 1975, Каватинагано, Осака) — японский политик, действующий губернатор префектуры Осака и председатель «Партии инноваций Японии».

## Ранняя жизнь
Ёсимура родился в пригороде Осаки Каватинагано. Он изучал право в Университете Кюсю, который окончил в 1998 году. Позже в том же году Ёсимура сдал экзамен на адвоката в Японии и в 2000 году в возрасте 25 лет был допущен к практике адвоката в 2000 году в возрасте 25 лет.
Проработав несколько лет под руководством токийского поверенного Синтаро Кумагаи, Ёсимура вернулся в Осаку и в 2005 году стал соучредителем юридического бюро Star. По состоянию на 2017 год он остаётся партнёром фирмы.

## Политическая карьера

### Городской совет Осаки
В 2011 году Ёсимура был избран в городской совет Осаки как член Осакской ассоциации реставрации,возглавляемой губернатором префектуры Осака Тоору Хасимото.

### Палата представителей
Ёсимура был избран в Палату представителей Японии на выборах 2014 года членом Японской партии инноваций. Также он был кандидатом от 4-го округа Осаки и проиграл действующему президентом Либеральной-демократической партии Ясухидэ Накаяме.
Срок пребывания Ёсимура в парламенте был недолгим. После неудачного референдума в мае 2015 года по реструктуризации правительства Осаки Тоору Хасимото объявил о своей отставке с поста мэра Осаки. В октябре Хсшимото объявил, что он превратит Осакскую ассоциацию реставрации в национальную партию, в которую войдёт около десятка членов парламента. В тот же день Ёсимура ушёл из Палаты представителей, чтобы баллотироваться на выборах в ноябре 2015 года, чтобы заменить Хасимото. Сообщается, что Хасимото лично выбрал Ёсимуру в качестве своего преемника.

### Мэр Осаки
Ёсимура, участвовавший на «двойных выборах» в ноябре 2015 года губернатора префектуры Осака и мэра города Осака, первоначально считался аутсайдером. Однако он выиграл выборы с большим отрывом с поддержкой бывшего мэра Хасимото. В итоге он набрал 596 045 голосов избирателей. Его соперником был Акира Янажимото, которого поддержали премьер-министр Японии Синдзо Абэ и ЛДП — он набрал 406 595 голосов избирателей. Хирофуми Ёсимура вступил в должность мэра Осаки 18 декабря 2015 года.
В начале своего срока, Ёсимура с новоизбранным губернатором префектуры Осака Итиро Мацуи основал совместный офис с целью продвижения Осаки как «вице-столицы» Японии, например, путём размещения правительственных агентств, расположенных в настоящее время в Токио.
Хирофуми является сторонником развития казино в Осаке. В 2017 году он выступил с предложением перестроить часть искусственного острова Юменосима в заливе Осака под казино.
В 2017 году Ёсимура пригрозил разорвать отношения города-побратима Осаки с Сан-Франциско из-за планов китайско-американской группы установить статую женщины для утех в муниципальном парке Сан-Франциско. В октябре 2018 года он официально прекратил отношения города-побратима Осаки с Сан-Франциско. 21 марта 2019 года он ушёл в отставку, чтобы участвовать в выборах губернатора Осаки.

### Губернатор Осаки
В 2019 году Ёсимура победил на выборах губернатора Осаки. Его поддержал Осака Ишин, а оппонент Тадакадзу Кониси был поддержан Либерально-демократической партией и Комэйто.

### Лидер «Партии инноваций»
После того, как Нобуюки Баба ушёл с поста лидера «Партии инноваций Японии» в результате её слабых показателей на парламентских выборах 2024 года, Ёсимура был избран председателем партии 1 декабря, набрав 80% голосов. Он назначил Сэйдзи Маэхару сопредседателем, чтобы тот возглавил фракцию в парламенте, поскольку Ёсимура остался работать из Осаки.